# کوچک برای سن باروری

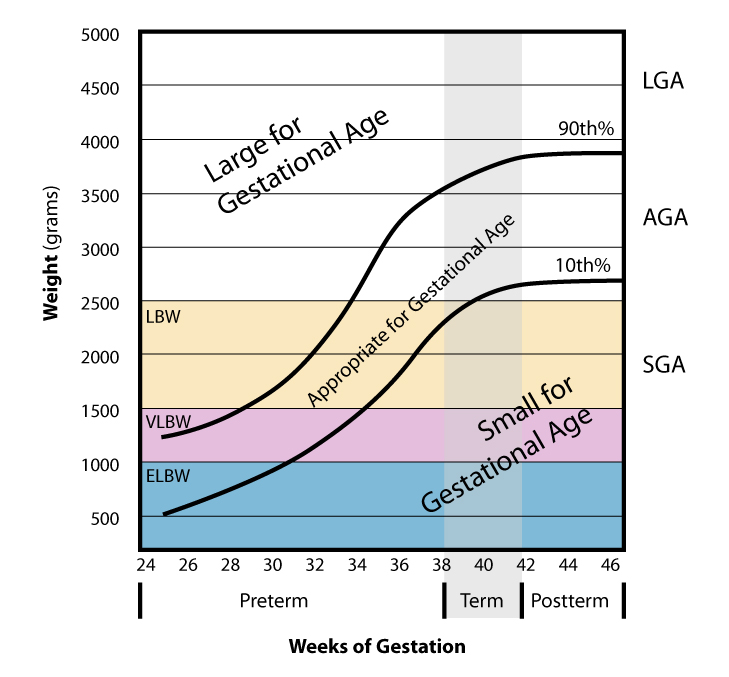
منحنی وزن برای سن باروری کودکان ۲۴ تا ۴۶ هفته

کوچک برای سن باروری (SGA) بچه‌هایی هستند که وزن تولدشان زیر ۱۰ درصد وزن جامعه در آن سن باروری باشد.
مناسب برای سن باروری (AGA) بچه‌هایی هستند که وزن تولدشان بالای ۱۰ درصد وزن جامعه در آن سن باروی و زیر ۹۰ درصد وزن جامعه در آن سن باروری باشد.
بزرگ برای سن باروری (LGA) بچه‌هایی هستند که وزن تولدشان بالای ۹۰ درصد وزن جامعه در آن سن باروری باشد.
این بچه‌ها معمولاً ناشی از محدودیت رشد داخل رحمی (IUGR) بوده‌اند. این محدودیت شرایطی را نشان می‌دهد که در آن جنین توانایی رسیدن به اندازه بالقوه ژنتیکی را به دست نیاورد.
طبقه‌بندی دیگری نیز وجود دارد که بر اساس وزن تولد بدون توجه به سن باروری است. شیرخواران به گروه‌های وزن تولد پایین (زیر ۲۵۰۰ گرم)، وزن تولد خیلی پایین (زیر ۱۵۰۰ گرم)، وزن تولد به شدت پایین (زیر ۱۰۰۰ گرم) تقسیم می‌شوند. وزن تولد طبیعی ۲۵۰۰ تا ۴۲۰۰ گرم در نظر گرفته شده‌است.
شیوع وزن تولد پایین در جامعه ۸/۱ درصد در کشورهای توسعه یافته و ۶-۳۰ درصد در کشورهای در حال توسعه است. بیشتر این ناشی از وضعیت سلامتی مادر در دوران بارداری ناشی می‌شود. یک سوم بچه‌های با وزن تولد پایین کوچک برای سن باروری نیز هستند.

## عوامل زمینه ساز
این عوامل شامل سه دسته عوامل مادر، عوامل جفتی و عوامل جنینی می‌شوند.
- عوامل مادری عبارتند از: عوامل محیطی همچون سوءتغذیه، مصرف سیگار، الکل، مصرف بعضی داروها و بیماری‌هایی همچون بیماری‌های قلبی، دیابت نوع یک، نارسایی تنفسی، لوپوس، سابقه قبلی محدودیت رشد داخل رحمی
- عوامل جفتی شامل تمامی بیماری‌هایی هستند که ایجاد نارسایی جفتی می‌کنند، شامل فشار خون بارداری، فشار خون مزمن، نارسایی مزمن کلیوی، اختلالات مادرزادی جفت.
- عوامل جنینی: سردسته این عوامل اختلالات و آنومالیهای جنینی به خصوص اختلالات کروموزومی همچون تریزومی (۱۸ و ۱۳) و تریپلوئدی است، همچنین عفونتهای داخل رحمی (TORCH) به خصوص سرخچه و سایتومگالوویروس عامل این مسئله هستند.

از عوامل دیگر ایجادکننده این وضعیت می‌توان به چندقلویی، پره‌اکلامپسی و حاملگی طول کشیده اشاره کرد.

## انواع اختلالات رشد
اختلال در رشد به دو صورت قرینه و ناقرینه ممکن است ایجاد شود.

## اختلال رشد قرینه
که ناشی از بروز محدودیت رشد جنین از مراحل اولی بارداری است. همچنین محدودیت رشد فراگیر خوانده می‌شود. در این حالت دور سر جنین متناسب با بقیه (دور شکم) بدن جنین عقب‌ماندگی رشد دارد. از علل ایجاد آن:
- عفونتهای داخل رحمی
- اختلالات کروموزومی
- کم‌خونی
- سوء مصرف مواد در مادر (همچون سیگار و الکل)

## اختلال رشد ناقرینه
که ناشی از بروز محدودیت رشد جنین در مراحل انتهایی بارداری است. در این حالت دور سر کمتر (و یا هیچ) از بقیه بدن دچار اختلال رشد می‌شود. از علل ایجاد آن:
- فشار خون بالای مزمن
- سوءتغذیه